# Hyphessobrycon compressus
Hyphessobrycon compressus es una especie de pez de la familia Characidae en el orden de los Characiformes.

## Morfología
Los machos pueden llegar alcanzar los 4,4 cm de
longitud total.

## Hábitat
Vive en zonas de clima tropical entre 23 °C - 26 °C de temperatura.

## Distribución geográfica
Se encuentran en México: cuenca del río Papaloapam.